# Источнословенски језици
Источнословенски језици су једна од три подгрупе словенских језика. Говоре се највећим делом у Русији, Украјини и Белорусији, као и у неким суседним државама. У источнословенске језике спадају руски, украјински, белоруски и русински језик.